# 羅拔·活·莊臣四世
羅拔·活·莊臣四世（英語：Robert Wood Johnson IV，1947年4月12日—）是一位美國商人。

## 生平
曾於2017年至2021年擔任美國駐英國大使。他是羅拔·活·莊臣一世之曾孫。2000年，莊臣購買了國家美式橄欖球聯盟紐約噴氣機队的特許經營權；莊臣仍然是紐約噴氣機的共同所有人，他的兄弟基斯杜化·禾特·莊臣是副主席。

## 外部連結
- 维基共享资源上的相關多媒體資源：羅拔·活·莊臣四世
- C-SPAN內的頁面（英文）